# Papà, ma che cosa hai fatto in guerra?
Papà, ma che cosa hai fatto in guerra? (What Did You Do in the War, Daddy?) è un film del 1966 diretto da Blake Edwards.

## Trama
La compagnia comandata dal capitano Cash deve prendere il villaggio di Valerno, in Sicilia. È il giorno della festa del vino; il capitano italiano Oppo offre la resa a patto che la festa possa essere celebrata in pace. Dopo una notte di baldoria, americani e Italiani fraternizzano, nonostante Oppo abbia scoperto Cash nel letto della sua fidanzata, Rosa (Gina nella versione originale inglese). Intervengono i tedeschi, che rinchiudono tutti nello stadio del paese, ma i prigionieri riescono a liberarsi e a organizzare un'altra grande festa.